# Parafia Wniebowzięcia Najświętszej Maryi Panny w Homlu
Parafia Wniebowzięcia Najświętszej Maryi Panny w Homlu – rzymskokatolicka parafia znajdująca się w diecezji pińskiej, w dekanacie homelskim, na Białorusi. Parafię prowadzą paulini.

## Historia
Parafię erygował w 2013 biskup piński Antoni Dziemianko jako drugą parafie rzymskokatolicką w mieście po parafii Narodzenia Najświętszej Marii Panny. Nowa parafia otrzymała historyczne wezwanie Wniebowzięcia Najświętszej Maryi Panny - takie jakie nosiły istniejąca do 1938 parafia i XIX-wieczny kościół katolicki w Homlu, zniszczony w latach 30. XX w. przez bolszewików. Pierwszym proboszczem został biskup pomocniczy piński Kazimierz Wielikosielec OP, który zorganizował parafię, wybudował tymczasową kaplicę i rozpoczął budowę kościoła.
24 grudnia 2018 parafia została przekazana paulinom.

### Proboszczowie
- bp Kazimierz Wielikosielec OP (2013 - 2018)
- o. Leonard Aduszkiewicz OSPPE (2018 - nadal)